# Pleade
Pleade est un progiciel libre développé conjointement par les sociétés AJLSM et Anaphore. Il était initialement uniquement destiné à la publication et à la diffusion d'instruments de recherche en archivistique, mais il est devenu un véritable portail documentaire ou support de bibliothèques numériques. C'est le logiciel « le plus utilisé dans les bibliothèques pour mettre en ligne leurs outils de recherche ».

## Technologies
Pleade est édité en licence GPL 3. Il est basé sur le framework Apache Cocoon et il fonctionne à partir du moteur de recherche SDX.
Les formats des documents que Pleade peut publier et diffuser sont xml-EAD, CSV (converti automatiquement en XML), xml-MARC, TEI et Dublin Core pour l'instant (fin 2016).

## Fonctionnalités
- Pleade dispose d'un panier (par base de documents et pour les images), d'un historique de recherche, de l'impression, etc.
- Pleade intègre une visionneuse HTML qui fonctionne sans plugin et qui utilise deux formats d'images : JPEG et TIFF pyramidale pour les très grands formats.
- Pleade permet de créer des entrepôts OAI et de les exposer, par défaut, au format EAD, DublinCore et DC qualifié.
- La visionneuse de Pleade dispose d'un module d'indexation (Paléographique) qui peut être utilisé pour permettre la correction de l'OCR. Cet outil fait un export TEI des données saisies. Un Workflow permet la gestion des annotateurs et la validation des notices saisies.

Caractéristiques :
- Compatible avec XML/TEI/BiblioML/
- Possibilité d'importer métadonnées à partir d'un SIGB

### Portails archivistiques
- Archives départementales de la Mayenne (AD 53)
- E-archives : Archives départementales des Pyrénées-Atlantiques (AD 64)
- Salamandre : bibliothèque patrimoniale et catalogue des archives du Collège de France
- Archives et documentation de la Bibliothèque Kandinsky et du Centre Pompidou

### Portails documentaires
- Michael
- Patrimoine numérique

### Bibliothèques numériques
- BNF : Archives et manuscrits

## Liens
- Site officiel
- SDX
- Société AJLSM
- Société Anaphore